# Wassila Alouache
Wassila Alouache (en arabe : وسيلة علواش), née le 11 juillet 2000 à Bouira, est une footballeuse internationale algérienne jouant au poste de défenseure au CF Akbou.

## Biographie

### Carrière en club
Wassila Alouache est originaire de Bouira en Algérie, c'est là qu'elle commence le football au NE Bouira. Ensuite elle joue au JF Khroub.
En 2020, elle signe en faveur du CF Akbou qui évolue dans l'élite,.

### Carrière en sélection
Du 24 décembre 2018 au 1er janvier 2019, elle est sélectionnée pour la première fois avec les U20, par la sélectionneuse Naïma Laouadi pour participer à un stage de préparation, au CTN de Sidi Moussa.
Du 19 août au 3 septembre 2019, elle fait partie des 20 joueuses sélectionnées avec l'équipe des -20 ans pour participer aux Jeux africains de 2019 à Rabat au Maroc. Après une défaite contre le pays hôte (3-2) et deux victoires face au Mali (1-0) et face à la Guinée (1-0), l’Algérie est éliminée en demi-finale contre le Nigeria (0-3). Lors du match pour la troisième place, les Vertes s'inclinent face au Maroc (2-1).
Du 1er au 8 octobre 2019, elle est sélectionnée pour participer au Tournoi UNAF dames U20 à Tanger au Maroc. Les Algériennes remportent leur premier match face à la Tunisie (8-0), perdent le deuxième face au Maroc (3-1) et s'inclinent de nouveau face au Burkina Faso (1-2). Les Vertes finissent troisième au classement du tournoi.
Du 20 au 27 décembre 2019, elle est de nouveau sélectionnée pour participer au Tournoi UNAF dames des -21 ans à Alger en Algérie,. Après une victoire face à l'Égypte (3-0), un match nul face au Maroc (0-0) et une victoire (3-0) face à la Tanzanie, les Algériennes remportent le tournoi ,.
En janvier 2020, elle est sélectionnée avec l'équipe d'Algérie des -20 ans, par le sélectionneur Ahmed Laribi pour participer à une double confrontation face au Soudan du Sud, dans le cadre du 1er tour qualificatif des éliminatoires de la Coupe du monde féminine U20 de 2020,. Elle est titulaire lors des deux rencontres qui se soldent par une victoire 0-5 au match aller à Kampala en Ouganda, et 4-0 lors du match retour au stade du 20 août 1955 à Alger. Les Algériennes se qualifient au 2e tour.
Le 25 juillet 2021, elle est appelée pour la première fois en équipe d'Algérie par la sélectionneuse nationale Radia Fertoul, pour un stage de préparation en prévision de la Coupe arabe. Du 24 août au 6 septembre 2021, elle est sélectionnée en équipe d'Algérie pour participer à la Coupe arabe féminine de football au Caire en Égypte. Après une victoire contre la Jordanie (3-1) et face à la Palestine (4-1) l’Algérie est éliminée en demi-finale contre la Tunisie.
En octobre 2021, elle fait partie des joueuses convoquées pour deux rencontres contre le Soudan dans le cadre des éliminatoires de la CAN 2022. Mais n'entre pas en jeu lors du match aller (victoire 14-0) des Algériennes. Le match retour prévu le 26 octobre est finalement annulé à la suite du coup d'État au Soudan,.

## Statistiques

### Statistiques détaillées
| Saison                | Club                  | Championnat           | Championnat | Championnat | Coupe(s) nationale(s) | Coupe(s) nationale(s) | Algérie | Algérie | Total | Total |
| Saison                | Club                  | Division              | M.          | B.          | M.                    | B.                    | M.      | B.      | M.    | B.    |
| 2019-2020             | JF Khroub             | Division 1            | 15          | 20          | -                     | -                     | -       | -       | 15    | 20    |
| 2020-2021             | CF Akbou              | Division 1            | 20          | 1           | -                     | -                     | -       | -       | 20    | 1     |
| 2021-2022             | CF Akbou              | Division 1            | 20          | 17          | -                     | -                     | 4       | 0       | 24    | 17    |
| Sous-total            | Sous-total            | Sous-total            | 55          | 38          | -                     | -                     | 4       | 0       | 59    | 38    |
| 2022-2023             | CS Constantine        | Division 1            | 0           | 0           | -                     | -                     | 1       | 0       | 1     | 0     |
| Sous-total            | Sous-total            | Sous-total            | 0           | 0           | -                     | -                     | 1       | 0       | 1     | 0     |
| 2023-2024             | CF Akbou              | Division 1            | -           | -           | -                     | -                     | 4       | 0       | 4     | 0     |
| Total sur la carrière | Total sur la carrière | Total sur la carrière | 55          | 38          | -                     | -                     | 9       | 0       | 64    | 38    |

### En sélection

#### Matchs internationaux
Le tableau suivant liste les rencontres de l'équipe d'Algérie dans lesquelles Wassila Alouache a été sélectionnée depuis le 25 novembre 2021 jusqu'à présent.